# Kim Bub-min
Kim Bub-min (ur. 22 maja 1991) – południowokoreański łucznik, brązowy medalista olimpijski drużynowo wraz z Im Dong-hyun i Oh Jin-hyek. Startuje w konkurencji łuków klasycznych.